# Lee Yong (cầu thủ bóng đá, sinh 1986)
Đây là một tên người Triều Tiên, họ là Lee.
Lee Yong (tiếng Hàn: 이용; Hanja: 李鎔; phát âm tiếng Hàn Quốc: [i.joŋ]; Hán-Việt: Lý Vĩnh; sinh ngày 24 tháng 12 năm 1986) là một cầu thủ bóng đá Hàn Quốc thi đấu cho câu lạc bộ Hàn Quốc Jeonbuk Hyundai Motors và đội tuyển quốc gia Hàn Quốc ở vị trí hậu vệ phải.
Vào tháng 5 năm 2018 anh được gọi vào đội đội hình sơ loại 28 người thi đấu Giải bóng đá vô địch thế giới 2018 ở Nga.

## Danh hiệu
Ulsan Hyundai
- Cúp Liên đoàn Hàn Quốc: 2011
- AFC Champions League: 2012

Sangju Sangmu
- K League 2: 2015

Jeonbuk Hyundai Motors
- K League 1: 2017, 2018, 2019, 2020
- Cúp KFA: 2020

### Cá nhân
- K League 1 Best XI: 2013, 2018, 2019
- K League 2 Best XI: 2015